# Adolf Küry
Adolf Küry (* 21. Juli 1870 in Basel; † 26. November 1956 in Bern) war von 1924 bis 1955 der zweite Bischof der Christkatholischen Kirche der Schweiz.

## Leben
Nach dem Besuch des Gymnasiums in Basel und dem Studium der altkatholischen Theologie an den Universitäten in Bern und Bonn empfing Küry 1893 die Priesterweihe und wurde Pfarrer in Starrkirch-Dulliken. Von 1896 bis 1906 wirkte er in Luzern und 1906–1924 in der Predigerkirche Basel. Neben seiner Tätigkeit als Herausgeber der Internationale Kirchliche Zeitschrift und ab 1915 auch deren Redaktor promovierte er 1915 und wurde 1924 Professor für Kirchengeschichte, Kirchenrecht und ab 1933 Liturgik an der (Christ-) Katholisch-theologischen Fakultät der Universität Bern.
Im Jahr 1924 wurde er zum Bischof der christkatholischen Kirche der Schweiz gewählt, die Bischofsweihe spendete ihm am 14. September desselben Jahres der altkatholische Erzbischof von Utrecht Franciscus Kenninck. In dieser Eigenschaft weihte er am 1. September 1925 Adalbert Schindelar in der St.-Peter-und-Paul-Kirche in Bern zum Bischof und gab damit die Apostolische Sukzession in die Altkatholische Kirche Österreichs weiter. Küry setzte die Politik seines Vorgängers fort, förderte die Ökumene und pflegte gute Beziehungen zur Anglikanischen und Orthodoxen Kirche. International war er in verschiedenen Funktionen tätig. So war er 1913 bis 1938 Sekretär der Internationalen Altkatholikenkongresse, 1924 bis 1955 Sekretär der altkatholischen Bischofskonferenz der Utrechter Union und nahm an den Weltkonferenzen von Stockholm, Lausanne und Edinburgh teil. Sein Sohn, mit Bertha Disteli, Urs Küry wurde sein Nachfolger als Bischof.